# Lolita Davidovich
Lolita Davidovich (London, Canadá, 15 de julio de 1961) es una actriz canadiense.

## Primeros años y carrera
Davidovich nació en London, Ontario, hija de emigrantes yugoslavos. Su padre era de Belgrado y su madre de Eslovenia. En su infancia aprendió primero a hablar serbio antes que el inglés. Estudió en la academia de Ártes Escénicas Herbert Berghof Studio de Nueva York.
Se dio a conocer al protagonizar junto a Paul Newman la película Blaze (1989), interpretando a la protagonista Blaze Starr, papel para el que concurrieron 600 aspirantes.
También apareció en muchos episodios de la serie del canal Showtime The L Word, de temática lésbica, interpretando al personaje de Francesca Wolff. En 2005 apareció en un episodio de CSI: Crime Scene Investigation.

## Vida personal
Davidovich está casada con el guionista y director Ron Shelton, antiguo jugador de béisbol. Tienen dos hijos: su hija Valentina, nació en 1999. Residen entre Los Ángeles y Ojai, California.

## Filmografía
| Año  | Título                      | Personaje                 | Observaciones                     |
| ---- | --------------------------- | ------------------------- | --------------------------------- |
| 1983 | Class                       | Chica #1 (Motel)          |                                   |
| 1986 | Blindside                   | Adele                     |                                   |
| 1986 | Recruits                    | Susan                     |                                   |
| 1987 | Last Man Standing           | Groupie                   | También conocida como Circleman   |
| 1987 | Aventuras en la gran ciudad | Sue Ann                   |                                   |
| 1987 | The Pink Chiquitas          | Pink Chiquita             |                                   |
| 1987 | The Big Town                | Estríper con encaje negro |                                   |
| 1989 | Blaze                       | Blaze Starr               |                                   |
| 1990 | Love & Murder               | Barbara                   |                                   |
| 1991 | The Object of Beauty        | Joan                      |                                   |
| 1991 | JFK                         | Beverly Oliver            |                                   |
| 1991 | The Inner Circle            | Anastasia                 |                                   |
| 1992 | Raising Cain                | Jenny                     |                                   |
| 1992 | Leap of Faith               | Marva                     |                                   |
| 1993 | Boiling Point               | Vikki Dunbar              |                                   |
| 1993 | Younger and Younger         | Penny                     | Mejor actriz en Festival de Tokio |
| 1994 | Intersection                | Olivia Marshak            |                                   |
| 1994 | Cobb                        | Ramona                    |                                   |
| 1995 | For Better or Worse         | Valeri Carboni            |                                   |
| 1995 | Now and Then                | Mrs. Albertson            |                                   |
| 1996 | Salt Water Moose            | Eva Scofield              |                                   |
| 1997 | Touch                       | Antoinette Baker          |                                   |
| 1997 | Jungle 2 Jungle             | Charlotte                 |                                   |
| 1997 | Santa Fe                    | Eleanor Braddock          |                                   |
| 1998 | Gods and Monsters           | Betty                     |                                   |
| 1999 | Forever Flirt               |                           |                                   |
| 1999 | No Vacancy                  | Constance                 |                                   |
| 1999 | Touched                     | Sylvie                    |                                   |
| 1999 | Four Days                   | Chrystal                  |                                   |
| 1999 | Mystery, Alaska             | Mary Jane Pitcher         |                                   |
| 1999 | Play It to the Bone         | Grace Pasic               |                                   |
| 2001 | Snow in August              | Kate Devlin               |                                   |
| 2002 | Dark Blue                   | Sally Perry               |                                   |
| 2003 | Hollywood Homicide          | Cleo Richard              |                                   |
| 2006 | Bye Bye Benjamin            | Janet                     | Cortometraje                      |
| 2006 | Kill Your Darlings          | Lola                      |                                   |
| 2007 | September Dawn              | Nancy Dunlap              |                                   |
| 2012 | Smitty                      | Judge Greenstein          |                                   |
| 2013 | Squatters                   |                           |                                   |
| 2015 | The Longest Ride            | Kate Collins              |                                   |
| 2023 | Finestkind                  | Donna Sykes               |                                   |

| Año       | Título                              | Personaje                  | Observaciones                                                     |
| --------- | ----------------------------------- | -------------------------- | ----------------------------------------------------------------- |
| 1981      | Three's Company                     | Kelly                      | Episodio: "And Baby Makes Four"                                   |
| 1985      | Two Fathers' Justice                |                            | Telefilm                                                          |
| 1987      | I'll Take Manhattan                 |                            | Miniserie                                                         |
| 1987      | Adderly                             | Chica del baño de burbujas | Episodio: "Midnight in Morocco"                                   |
| 1987      | Night Heat                          | Cathy                      | Episodio: "The Victim"                                            |
| 1988      | Check It Out!                       | Kim Dillard                | Episodio: "Fatal Harassment"                                      |
| 1989      | Friday the 13th: The Series         | Christy                    | Episodio: "Wedding Bell Blues"                                    |
| 1990      | Uncut Gem                           | Ruby                       | Telefilm                                                          |
| 1991      | Prison Stories: Women on the Inside | Loretta Wright             | Telefilm                                                          |
| 1992      | Keep the Change                     | Ellen Kelton               | Telefilm                                                          |
| 1994      | Trial at Fortitude Bay              | Gina Antonelli             | Telefilm                                                          |
| 1994      | Duckman                             | Angela (voz)               | Episodio: "About Face"                                            |
| 1995      | Chronomaster                        | Jester (voz)               | Videojuego                                                        |
| 1995      | Indictment: The McMartin Trial      | Kee McFarlane              | Telefilm                                                          |
| 1996      | Duckman                             | Angela (voz)               | Episodio: "Color of Naught"                                       |
| 1996      | Jake's Women                        | Sheila                     | Telefilm                                                          |
| 1996      | Harvest of Fire                     | Sally Russell              | Telefilm                                                          |
| 1997      | Dead Silence                        | Detective Sharon Foster    | Telefilm                                                          |
| 1997      | Perversions of Science              | Varios                     | Episodio: "Dream of Doom"                                         |
| 1998      | Stories from My Childhood           | Christina (voz)            | Episodio: "The Twelve Months & The Snow Girl"                     |
| 1998      | Of Light and Darkness               | Angel Gemini (voz)         | Videojuego                                                        |
| 2001      | Beggars and Choosers                | Rebecca                    | Episodios: "Hitting the Bottle", "Golf War Syndrome"              |
| 2001      | The Judge                           | Catherine Rosetti          | Telefilm                                                          |
| 2001      | Snow in August                      | Kate Devlin                | Telefilm                                                          |
| 2001      | The Kid                             | Mother (voz)               | Telefilm                                                          |
| 2002      | Practice                            | Cassie Ray                 | Episodio: "Bad to Worse"                                          |
| 2002–2003 | The Agency                          | Avery Pohl                 | Papel recurrente (5 episodios en el 2001)                         |
| 2003      | Monk                                | Natasha Lovara             | Episodio: "Mr. Monk Goes to the Circus"                           |
| 2003      | The Gurdian                         | Victoria Little            | Episodio: "Believe"                                               |
| 2004      | The Guardian                        | Victoria Little            | Episodio: "The Bachelor Party"                                    |
| 2004      | The L Word                          | Francesca Wolff            | Papel recurrente (4 episodios)                                    |
| 2005      | The Eleventh Hour                   | Veronica Taylor Ellery     | Episodio: "Kettle Black"                                          |
| 2005      | CSI: Crime Scene Investigation      | Diane Dunn                 | Episodio: "Unbearable"                                            |
| 2007      | State of Mind                       | Cordelia Banks             | Episodio: "Snow Melts"                                            |
| 2008      | Quarterlife                         | Mindy Krieger              | Episodio: "Finding a Voice"                                       |
| 2009      | Criminal Minds                      | Sandra Lombardini          | Episodio: "Cold Comfort"                                          |
| 2009      | ZOS: Zone of Separation             | Mila Michailov             | Miniserie de televisión                                           |
| 2009      | Throwing Stones                     | Marge Merrick              | Telefilm                                                          |
| 2009      | Curb Your Enthusiasm                | Beverly                    | Episodio: "Vehicular Fellatio"                                    |
| 2009      | Cold Case                           | Molly Heaton (2009)        | Episodio: "Iced"                                                  |
| 2011      | Hound Dogs                          | Iris Hammer                | TV film                                                           |
| 2011      | Cinema Verite                       | Val                        | Telefilm                                                          |
| 2011      | Rizzoli & Isles                     | Melody Patterson           | Episodios: "Seventeen Ain't So Sweet", "Don't Stop Dancing, Girl" |
| 2012      | Psych                               | Ida Lane                   | Episodio: "Santa Barbara Town"                                    |
| 2012      | Good God                            | Virginia Hailwood          | Papel principal (8 episodios)                                     |
| 2013      | Romeo Killer                        | Joan Porco                 | Telefilm                                                          |
| 2015      | True Detective                      | Cynthia Woodrugh           | 4 episodios                                                       |